# Machalí
Machalí (auch Machalino) ist eine Stadt und Gemeinde in der Provinz Cachapoal in der Región del Libertador General Bernardo O’Higgins in Chile. Bei der Volkszählung im Jahr 2017 hatte sie 52.505 Einwohner. Die Gemeinde erstreckt sich über eine Fläche von 2,586 km².

## Bevölkerung
Laut der Volkszählung des Nationalen Statistikinstituts von 2002 hatte Machalí 28.628 Einwohner (14.297 Männer und 14.331 Frauen). Davon lebten 26.852 (93,8 %) in städtischen Gebieten und 1776 (6,2 %) in ländlichen Gebieten. Die Bevölkerung wuchs zwischen den Volkszählungen 1992 und 2002 um 18,5 % (4476 Personen). Im Jahr 2017 zählte man 52.505 Personen.

## Persönlichkeiten
- Luis Pino (1947–2016), Fußballspieler
- Cristián Gómez (* 1978), Fußballspieler und -trainer
- Christian Gálvez (* 1979), Fußballspieler
- Fabián Hormazábal (* 1996), Fußballspieler